# Àhmad ibn Fadlan
Àhmad ibn Fadlan ibn al-Abbàs ibn Ràixid ibn Hammad —àrab: أحمد بن فضلان بن العباس بن راشد بن حماد البغدادي, Aḥmad b. Faḍlān b. al-ʿAbbās b. Rāxid b. Ḥammād al-Baḡdādī—, més conegut simplement com a Ibn Fadlan, (Bagdad, c. 879 - ?, c. 960) fou un historiador d'origen desconegut; tot i que no era ètnicament àrab, ho va ser culturalment, perquè va viure al Califat Abbàssida i el va servir.
Va escriure una relació de l'ambaixada enviada pel califa al-Múqtadir al kan dels búlgars del Volga el 921-922.